# Stor-Stentjärnen (Skellefteå socken, Västerbotten)
Stor-Stentjärnen är en sjö i Skellefteå kommun i Västerbotten och ingår i Skellefteälvens huvudavrinningsområde. Sjön har en area på 0,122 kvadratkilometer och ligger 252,4 meter över havet. Sjön avvattnas av vattendraget Hästbäcken.

## Delavrinningsområde
Stor-Stentjärnen ingår i det delavrinningsområde (719397-171071) som SMHI kallar för Mynnar i Granforsens Dämn.Omr.. Medelhöjden är 235 meter över havet och ytan är 19,79 kvadratkilometer. Det finns inga avrinningsområden uppströms utan avrinningsområdet är högsta punkten. Hästbäcken som avvattnar avrinningsområdet har biflödesordning 2, vilket innebär att vattnet flödar genom totalt 2 vattendrag innan det når havet efter 45 kilometer. Avrinningsområdet består mestadels av skog (87 procent). Avrinningsområdet har 0,13 kvadratkilometer vattenytor vilket ger det en sjöprocent på 0,6 procent.